# Agripa (filòsof)
Agripa (en llatí Agrippa, en grec antic Ἀγρίππας) va ser un filòsof escèptic romà, només conegut per ser posterior a Enesidem, el contemporani de Ciceró.
Diògenes Laerci en parla, i diu que va viure en temps dels Antonins. També li atribueix el llibre els Cinc motius del dubte (οί πέντε τρόποι) o trops, que més tard va recollir Sext Empíric a Πυρρωνείαι ὑποτυπώσεις (pyrrhoneíai hypotypôseis), esbós de l'escepticisme de Pirró.

## Els Trops
Segons el recull de Sext Empíric, Agripa va definir així els cinc arguments de l'escepticisme per refutar els dogmatismes:
- 1. Argumenta la incertesa dels costums socials i de l'opinió dels filòsofs
- 2. Rejectio ad infinitum. Tota prova necessita ser provada, i així fins a l'infinit.
- 3. Totes les coses canvien quan les relacions entre elles canvien, o quan són mirades des d'un altre punt de vista.
- 4. L'afirmació de la veritat no és més que una hipòtesi.
- 5. La veritat que s'afirma no és més que un cercle viciós.

El primer i el tercer trop són un resum de les deu vies originals del dubte, base de l'escepticisme anterior. Els altres tres mostren un procés d'evolució del pensament escèptic, més precís i radical, i marquen la transformació de l'escepticisme, adaptant-se a l'esperit de l'època.